# Perspicaris
Genre
Perspicaris est un genre éteint d'arthropodes, relativement rare, trouvé dans les schistes de Burgess datés du Cambrien moyen, il y a environ 505 Ma (millions d'années).

## Description
C'était un bivalve d'environ 2-3 cm de long. Cette créature représente un bon exemple de difficultés d'interprétation des styles de vie dû au manque relatif des fossiles. Il est suggéré qu'il était un nageur actif vivant entre deux eaux (par conséquent ayant relativement peu de risques d'être enterré dans une coulée de boue).